# Benjamin Hall
Benjamin Hall, född 29 september 1778, död 31 juli 1817, var en framträdande industriman i södra Wales.
Hall gifte sig med järnmästaren Richard Crawshays dotter och blev delägare i Rhymney ironworks och ägare av Hensol Castle och godset Abercarn. Hans son hette också Benjamin Hall.
Hall tjänstgjorde som parlamentsledamot för Totnes 1806-1812, för Westbury 1812-1814 och för Glamorgan från 1814 till sin död.